# Lobster roll

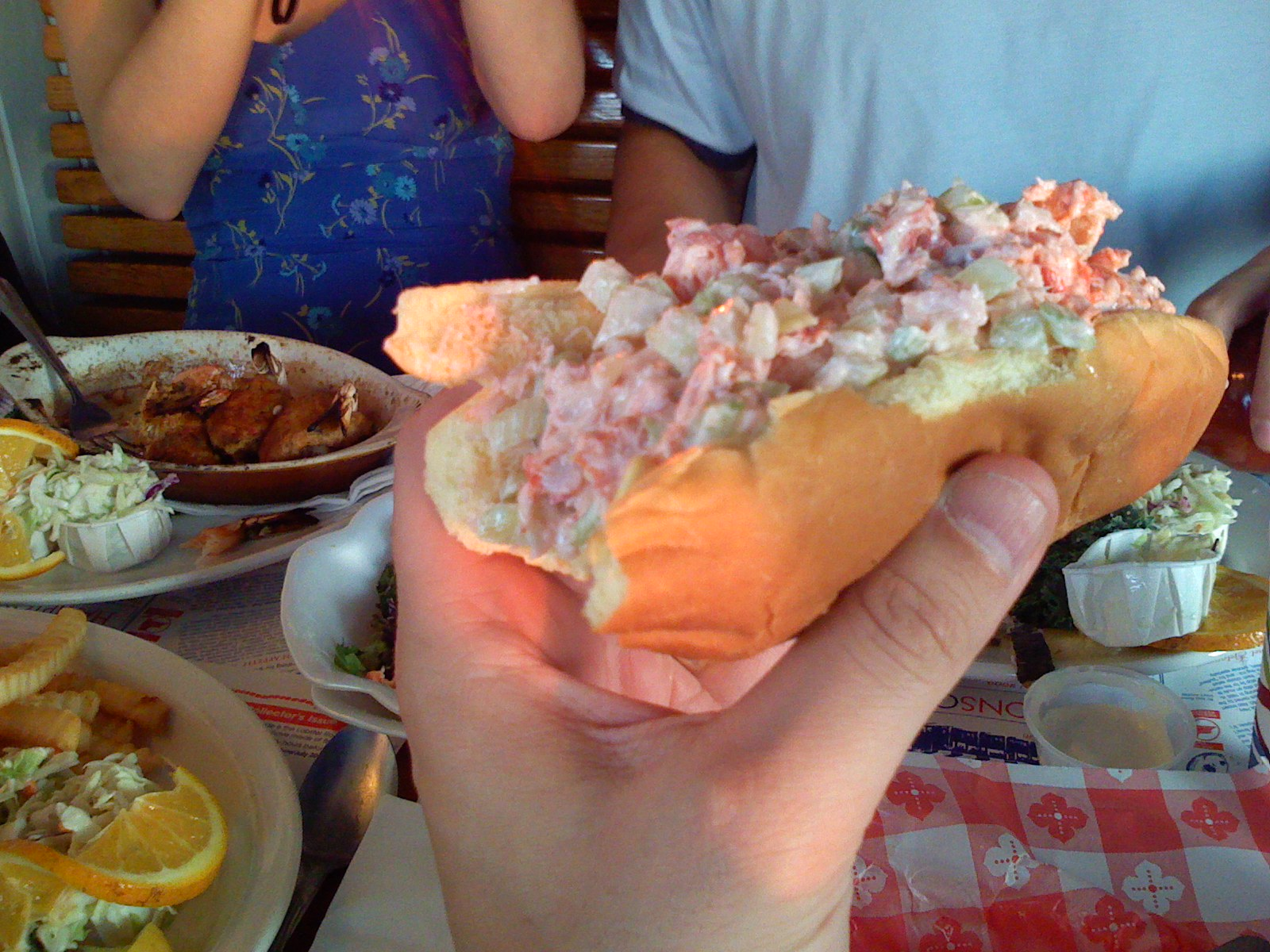
Un lobster roll de The Lobster Roll en Amagansett (Nueva York).

Un lobster roll (en inglés ‘rollo de bogavante’) es un tipo de sándwich relleno de carne de bogavante. Una lobster roll tradicional contiene carne recién cocida de bogavante, mezclada con mayonesa y servida sobre un panecillo de perrito caliente u otro bollo parecido tostado, de forma que la abertura queda arriba en lugar de en el lado. El relleno puede contener también apio o cebolleta en dados, o puede usar drawn butter además o en lugar de la mayonesa. El sándwich también puede contener lechuga, zumo de limón, sal y pimienta. Los restaurantes tradicionales de Nueva Inglaterra sirven lobster rolls con patatas fritas o chips. Tan pronto como en 1970, la carne de bogavante picada calentada de drawn butter se servía sobre un panecillo de perrito caliente en puestos callejeros como el Red's Eats de Maine, pero han dejado paso a la «ensalada» de bogavante fría que prevalece actualmente en todas partes salvo Connecticut.

## Versiones

### Maine
Los lobster rolls estadounidenses están especialmente relacionados con el estado de Maine, pero se encuentran con frecuencia en restaurantes de marisco de los demás estados de Nueva Inglaterra y en el este de Long Island, donde abunda la pesca del bogavante. Son prácticamente desconocidos en regiones del interior (como el Upper Midwest), donde el bogavante fresco es más caro y difícil de conseguir.
Los lobster rolls preparados en Maine suelen tener varios rasgos comunes: primero, el rollo en sí es un panecillo de perrito caliente normal, que se corta, se unta ligeramente con mantequilla por fuera y se asa un poco a la parrilla; segundo, la carne de bogavante suele servirse fría, más que templada o caliente; y tercero, puede tener un poco de mayonesa untada dentro del pan. La carne de bogavante suele consistir en trozos de la pinza y la cola.

### Canadá
Son una comida básica de verano en las provincias marítimas de Canadá, especialmente Nueva Escocia, donde también pueden encontrarse hechos con panecillos de hamburguesa, baguetes u otros tipos de pan, incluso pitas. Se acompañan tradicionalmente con chips y encurtidos.

### Comida rápida
Algunos restaurantes McDonald's de Nueva Inglaterra y las provincias marítimas de Canadá ofrecen lobster rolls en sus menús de verano bajo el nombre McLobster Roll.

### Connecticut
Hay también una variante llamada Connecticut lobster roll consistente en bogavante templada recién sacada de la cáscara con drawn butter. Según el libro Connecticut Icons, el Connecticut roll fue introducido en los años 1930 por un restaurante de la Post Road de Milford llamado Perry's, a petición de un viajante que frecuentaba el local. Cuando el plato se incluyó en el menú, su popularidad se extendió a toda la costa de Connecticut, pero no mucho más allá.